# 창포검

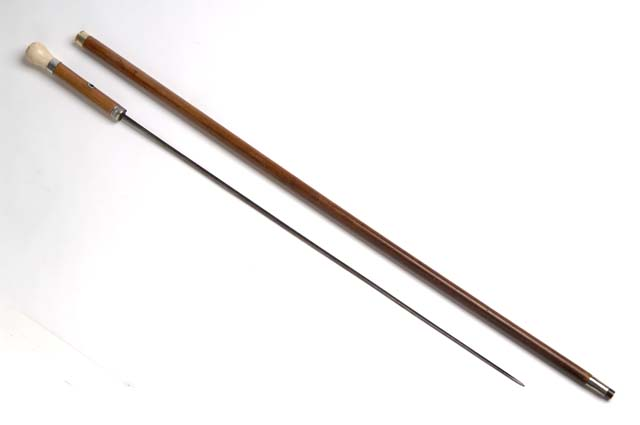
장 밥티스트 파리볼트의 창포검 유물.

창포검(菖蒲劒)은 칼에 코등이가 없고 칼집은 일직선으로 되어 있어 칼을 칼집에 넣으면 단순한 지팡이처럼 되는 도검이다. 칼자루는 나무로 단순처리되어 있고 날 길이는 제식무기에 비해 훨씬 길다.
조선시대에 검계 등의 범죄조직이 암살용으로 사용했다고 한다.

## 같이 보기
- 파타 (도검)